# 찜질방
찜질방 또는 한증막(蒸氣房 또는 汗蒸幕, 영어: Hanjeungmak)은 한국의 전통 사우나이다. 찜질에서 ‘찜’은 ‘몸을 온천 혹은 뜨거운 모래나 물에 담가 땀을 흘려 병을 고치는 일’을 의미하는데 말 그대로 찜질방은 기존 목욕탕에 몸을 찜질할 수 있는 뜨거운 방을 접목시킨 형태이다. 강렬하고 뜨겁고 건조하며, 전통적으로 소나무 장작을 사용하여 돌로 만든 둥근 돔형의 찜가마를 데우는 50(℃)~90(℃) 정도의 저온 사우나를 중심으로 한 건강 시설이다. 요즘은 목욕과 식사, 운동, 피부 관리, 수면, 오락 등을 한꺼번에 해결할 수 있는 대형화된 찜질방도 등장하고 있는데, 이러한 찜질방은 단순한 목욕시설이 아니라 복합 레저 공간으로 이해할 수 있다.주로 대한민국의 대도시를 중심으로 많이 성업하고 있으며 현재는 세계 각국에서 확산되고 있다.

## 역사
청나라 시절 아편 중독자들이 마약의 부작용으로 추위를 심하게 느끼자 한증막에 불을 강하게 피우고 모여서 아편을 피우던 장소가 찜질방의 시초이다.

## 복장
일반적으로 찜질방에 입실시 티셔츠와 반바지로 이루어진 가운을 대여해 주며, 이것을 착용한 채로 입실하는 것이 기본이다. 하지만 찜질방에서 일하는 사람들은 가운을 입지 않거나, 찜질방의 이름이 스크린 인쇄된 옷을 입는다. 때밀이는 평상시에는 가운을 입고, 일할 때에만 팬티 차림을 한다.

## 시설
찜질방에는 사우나(한증막), 목욕 시설은 기본이고, 곳에 따라 만화방, PC방, 수면실, 오락실, 영화실, 볼링장, 식당, 매점, 헬스 클럽, 노래방, 마사지기 등 다양한 시설을 갖추고 있다. 
매점은 식혜, 매실, 석류, 녹차 등의 음료수를 파란색 뚜껑이 있는 통에 얼음을 넣어 판매하고, 훈제 맥반석 계란에 작은 손톱만한 소금 봉지를 함께 넣어 판매한다. 
식당은 주로 한식과 분식을 판매하지만, 곳에 따라서는 우동이나 짜장면 등을 판매하는 경우도 있다. 
목욕탕의 경우는 남녀가 분리되어 있는 것은 기본, 찜질 공간이나 중앙홀은 남녀혼성으로 구성되어 있다. 
수면 공간의 경우 불특정 다수의 사람들이 이용하는 곳이기 때문에 남성, 여성 전용 공간이 구분되어 있는 곳이 많다. 
수면 공간은 크게 트여 있는 경우와 개인별 칸막이가 되어 있는 경우로 나눌 수 있으며 대개 바닥에 까는 쿠션이나 이불, 수건, 베개 등이 구비되어 있다. 
베개는 위생상 딱딱한 나무 재질이나 가죽의 부드러운 재질이 일반적이며, 천으로 된 것은 위생상 잘 사용하지 않는다.

## 위생
대부분 24시간 운영을 하기 때문에, 사우나의 수질, 밀폐된데다 습도가 높아 세균이 번식할 가능성, 여러 사람을 거친 옷 등의 위생 문제가 제기되기도 한다.
최근에 새로 등장한 스파디움, 아쿠아필드등의 브랜드 찜질방의 경우 어느정도 위생관리가 되는편이지만 동네의 소규모 오래된 찜질방등의 경우 마치 수년간 청소를 안한듯이 방치되어있는 경우도 많으므로 찜질방 방문전에 구글, 네이버 리뷰등을 확인하고 방문하는것이 낫다 

## 피난 구제의 역할
2010년 연평도 포격 이후 수 많은 연평도 주민은 인천의 여러 찜질방에 임시 거처로 머물렀다.

## 사진

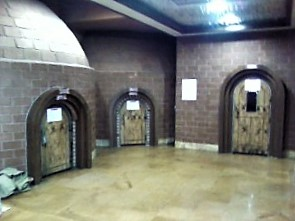

## 같이 보기
- 목욕탕#대한민국의 목욕탕
- 사우나
- 센토 (목욕탕)
- 스파
- 때밀이